# Fernando Berrocal Soto
Fernando Berrocal Soto (San José, 19 de febrero de 1945) es un político, abogado y periodista costarriense.

## Biografía
Hijo de Enrique Berrocal Uribe, médico y de Emely Soto Harrison. Berrocal es tataranieto del presidente costarricense Tomás Guardia Gutiérrez y bisnieto del también presidente Bernardo Soto Alfaro. Está casado con Grettel Obando. Berrocal tiene seis hijos de dos matrimonios: José, María Mercedes, María Fernanda, Carolina, Carlos Enrique y Javier.
Berrocal ejerció como embajador de Costa Rica ante la Unión Soviética durante la administración Oduber Quirós y luego como ministro de la Presidencia en el gobierno de Luis Alberto Monge. Tras desavenencias a lo interno del gabinete de Monge ante los ministros de «línea dura» frente al conflicto en Centroamérica, Berrocal renuncia como ministro y es nombrado embajador en la ONU. Berrocal ejercería como Ministro de Seguridad de la segunda administración Arias Sánchez, pero renunciaría nuevamente ante la polémica tras reportar que las FARC colombianas tenían presuntos contactos dentro del país a contrapelo de lo ordenado por el ministro de la Presidencia Rodrigo Arias Sánchez. Posteriormente Berrocal sería precandidato en la Convención Nacional Liberacionista de 2009 contra Laura Chinchilla y Johnny Araya Monge, siendo el menos votado de los tres.